# Jean Perron (hockey sur glace)
Pour les articles homonymes, voir Jean Perron et Perron.
Jean Perron (né le 5 octobre 1946 à  Saint-Isidore d'Auckland au Québec, Canada) est un entraîneur de hockey québécois et analyste sportif à la télévision.

## Biographie

### Ses débuts
Diplômé de l'Université de Sherbrooke en activité physique en 1969 et de l'université américaine Michigan State avec une maîtrise en éducation physique en 1973, Jean Perron devient entraîneur des Aigles Bleus de l'Université de Moncton au Nouveau-Brunswick, où il occupera ce poste pendant 10 ans. Il est d’ailleurs nommé entraîneur de l’année au Canada en 1982-83.

### 1983 - 1988: Entraîneur des Canadiens de Montréal
Par la suite, il est engagé comme adjoint à Jacques Lemaire avec les Canadiens de Montréal et le remplace lorsque celui-ci démissionne en 1985.
À sa première saison comme entraîneur-chef à Montréal, il surprend le monde du hockey en remportant la finale des séries de la coupe Stanley contre les Flames de Calgary, l’ultime récompense pour une équipe de la Ligue nationale de hockey, notamment grâce aux performances des jeunes joueurs québécois de l’équipe, dont Patrick Roy, Stéphane Richer et Claude Lemieux. 
Il est congédié par les Canadiens après la saison 1987-88 et se joint aux principaux rivaux de l’équipe, les Nordiques de Québec à titre d’adjoint au directeur-gérant. En milieu de saison il remplace l’entraîneur-chef Ron Lapointe lorsque ce dernier quitte son poste pour des raisons de santé.

### Commentateur sportif
Il ne reprendra pas son poste la saison suivante et devient analyste à La Soirée du hockey sur les ondes de la SRC.
Il fait un retour comme entraîneur en 1995 lorsqu’il prend la barre des Spiders de San Francisco dans la ligue internationale de hockey. L’année suivante il occupe les mêmes fonctions avec le Moose du Manitoba dans la même ligue.
Il revient travailler à la télévision lorsqu’il est congédié par le Moose en cours de saison, mais sa passion pour le sport le fait revenir comme entraîneur, cette fois dans les rangs senior avec le Mission de Joliette dans la Ligue de hockey semi-professionnelle du Québec et avec le Cousin de Saint-Hyacinthe dans cette même ligue, renommée Ligue de hockey senior majeur du Québec, aujourd’hui la Ligue nord-américaine de hockey.
En 2004, Jean Perron est nommé entraîneur de l'Équipe d'Israël par le directeur de l’équipe, Alan Maislin, avec qui il travaille dans l’industrie du transport. En avril 2005, son équipe gagne le Championnat du monde de 3e division contre l'Islande, et passe ainsi en 2e division.
Jean Perron continue à œuvrer dans les médias, notamment sur TQS, où il participe régulièrement à l'émission de sport 110 % (remplacée par L'attaque à 5 à l'automne de 2009. TQS devient alors V-TÉLÉ.). De plus, il a dirigé les comédiens de la série Lance et compte, nouvelle génération, afin d'obtenir les séquences de jeu les plus réalistes possible.
En fin d'hiver 2011, il dirigea une équipe de Hockey Familial, à Chandler, en Gaspésie.
En février 2016, il achète un petit restaurant qu'il nomme "La Loge à Perron" à Chandler en Gaspésie. 

## Honneurs individuels
En 1983, il est nommé Entraîneur universitaire de l'année au Canada (Trophée Père George Kehoe). 
Au début de l'an 2000, le quotidien L'Acadie nouvelle proclame Jean Perron l'entraîneur du siècle en Acadie, à la suite d'un scrutin auprès des journalistes et chroniqueurs sportifs acadiens. Il avait conduit les Aigles Bleus de l'Université de Moncton à deux championnats universitaires canadiens, en 1981 et 1982. Il a toujours été apprécié du peuple acadien et il continue lui-même de démontrer un profond attachement envers l'Acadie. Il répète d'ailleurs souvent qu'il est un fier « Acadien » d'adoption.

## Statistiques d'entraîneur
| Saison  | Poste              | Équipe                    | Ligue | PJ | V  | D  | N  | %    | Séries                    |
| ------- | ------------------ | ------------------------- | ----- | -- | -- | -- | -- | ---- | ------------------------- |
| 1973-74 | Entraîneur-chef    | Université de Moncton     | USIC  | -  | -  | -  | -  | -    | -                         |
| 1974-75 | Entraîneur-chef    | Université de Moncton     | USIC  | -  | -  | -  | -  | -    | -                         |
| 1975-76 | Entraîneur-chef    | Université de Moncton     | USIC  | -  | -  | -  | -  | -    | -                         |
| 1976-77 | Entraîneur-chef    | Université de Moncton     | USIC  | -  | -  | -  | -  | -    | -                         |
| 1977-78 | Entraîneur-chef    | Université de Moncton     | USIC  | -  | -  | -  | -  | -    | -                         |
| 1978-79 | Entraîneur-chef    | Université de Moncton     | USIC  | -  | -  | -  | -  | -    | -                         |
| 1979-80 | Entraîneur-chef    | Université de Moncton     | USIC  | -  | -  | -  | -  | -    | Champions de l'Atlantique |
| 1980-81 | Entraîneur-chef    | Université de Moncton     | USIC  | -  | -  | -  | -  | -    | Champions canadiens       |
| 1981-82 | Entraîneur-chef    | Université de Moncton     | USIC  | -  | -  | -  | -  | -    | Champions canadiens       |
| 1982-83 | Entraîneur-chef    | Université de Moncton     | USIC  | -  | -  | -  | -  | -    | Champions de l'Atlantique |
| 1983    | Entraîneur-adjoint | Équipe Canada             | CM    | 7  | 5  | 2  | 0  | 71,4 | Médaille de bronze        |
| 1984    | Entraîneur-adjoint | Équipe Canada             | JO    | 8  | 4  | 4  | 0  | 50,0 | 4e place                  |
| 1984-85 | Entraîneur-adjoint | Canadiens de Montréal     | LNH   | 80 | 41 | 27 | 12 | 58,8 | 2e ronde                  |
| 1985-86 | Entraîneur-chef    | Canadiens de Montréal     | LNH   | 80 | 40 | 33 | 7  | 54,4 | Champions Coupe Stanley   |
| 1986-87 | Entraîneur-chef    | Canadiens de Montréal     | LNH   | 80 | 41 | 29 | 10 | 57,5 | 3e ronde                  |
| 1987    | Entraîneur-adjoint | Équipe Canada             | CC    | 5  | 3  | 0  | 2  | 40,0 | Champions                 |
| 1987    | Entraîneur-chef    | Équipe LNH                | RDV87 | 2  | 1  | 1  | 0  | 50,0 | Égalité                   |
| 1987-88 | Entraîneur-chef    | Canadiens de Montréal     | LNH   | 80 | 45 | 22 | 13 | 64,4 | 2e ronde                  |
| 1988-89 | Entraîneur-chef    | Nordiques de Québec       | LNH   | 46 | 16 | 25 | 5  | 40,2 | Non qualifiés             |
| 1995-96 | Entraîneur-chef    | Spiders de San Francisco  | LIH   | 82 | 40 | 32 | 10 | 54,9 | 1re ronde                 |
| 1996-97 | Entraîneur-chef    | Moose du Manitoba         | LIH   | 50 | 16 | 26 | 8  | 40,0 | Non qualifiés             |
| 1997-98 | Entraîneur-chef    | Genève Servette (Suisse)  | LNB   | -  | -  | -  | -  | -    | -                         |
| 2001-02 | Entraîneur-chef    | Mission de Joliette       | LHSPQ | -  | -  | -  | -  | -    | -                         |
| 2003-04 | Entraîneur-chef    | Cousin de Saint-Hyacinthe | LHSMQ | -  | -  | -  | -  | -    | -                         |
| 2005    | Entraîneur-chef    | Équipe d’Israël           | DIII  | -  | -  | -  | -  | -    | Champions                 |
| 2006    | Entraîneur-chef    | Équipe d’Israël           | DII   | -  | -  | -  | -  | -    | -                         |

## Perronismes
Par ailleurs, Jean Perron est également connu pour ses expressions proverbiales, les perronismes. Un livre des meilleurs perronismes est publié et les auteurs sont poursuivis par le principal intéressé, qui perd sa cause.